# Национальный олимпийский комитет Бурунди
Национальный олимпийский комитет Бурунди (фр. Comité National Olympique du Burundi) — организация, представляющая Бурунди в международном олимпийском движении. Основан в 1990 году; зарегистрирован в МОК в 1993 году.
Штаб-квартира расположена в Бужумбуре. Является членом Международного олимпийского комитета, Ассоциации национальных олимпийских комитетов Африки и других международных спортивных организаций. Осуществляет деятельность по развитию спорта в Бурунди.